# Jadeit
Jadeitul este un mineral piroxenic monoclin cu compoziția chimică NaAlSi2O6. 

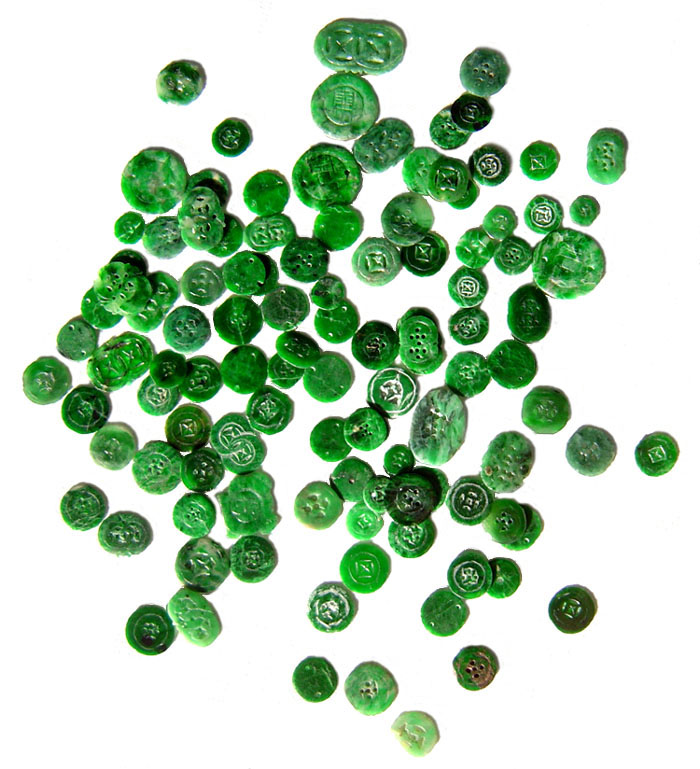
A selecţie de nasturi vechi din jadeite din China